# ميلدريد ألين
ميلدريد ألين (بالإنجليزية: Mildred Allen)‏ هي فيزيائية أمريكية وُلدت في 25 مارس عام 1894 وتُوفيت في 4 نوفمبر 1990.

## حياتها
وُلدت ميلدريد في مدينة شارون في ولاية ماساتشوستس في عام 1894 وكان والداها فرانك ألين وكارولين هادلي ألين بروفيسيرين في معهد ماساتشوستس للتكنولوجيا وكانت لديها أخت صغيرة واحدة تُدعي مارغريت ألين أندريسون. تخرجت ميلدريت من كلية فاسار في عام 1916 بتشريف من جمعية فاي بيتا كابا، وأكملت دراستها في شهادة الدكتوراة في الفيزياء عام 1922 في جامعة كلارك مع آرثر غوردن ويبستر في بحوثهم في معهد ماساتشوستس للتكنولوجيا.

## الحياة المهنية
خلال عشرينيات وثلاثينيات القرن العشرين قامت ألين بالتدريس في كليات أوبرلين وويزلي وماونت هوليك وقامت بابحاثها من أجل الدكتوراة الخاصة بها في جامعات شيكاغو وجامعة ييل، وبدأت العمل مع هيلين فرانسيس جراي سوان في جامعة ييل وأكملت العمل تحت اشرافه في مؤسسة باترول للأبحاث بين عامي 1927 و1930. قامت ميلدريد بأبحاث في جامعة هارفارد قبل أن تُصبح بروفيسيرة في جامعة ماونت هوليوك حيث أقدمت علي التدريس حتي استقالتها في عام 1959. وفي قرابة العشرون عامًا منذ بداية الستينيات تعاونت ألين مع الفيزيائي ايرون ساكل في جامعة هارفارد وماساتشوستس في تجاربه علي بندول الشد. وقامت ألين وساكل بتغيريات عديدة علي تجارب التواء البندول اثناء كسوف الشمس في عام 1970 واستنتجوا ان نظريات الجاذبية يجب تعديلها. ووفقًا لحساباتهم والمشاهدات التي قام بها موريس آلياس باستخدام البندول لم يوافق المجتمع العلمي آنذاك علي مقتراحاتهم وطالبوهم بالمزيد من التفسيرات والتجارب المعملية المثبتة والتي فشلوا في إعادة تقديم نتائجهم ونظرياتهم.

## روابط خارجية
- Interview of Mildred Allen by Katherine Sopka، College Park, MD USA: Niels Bohr Library & Archives, American Institute of Physics، 18 يونيو 1979، مؤرشف من الأصل في 2018-05-31
- Mildred Allen Papers at Mount Holyoke College
- Mildred Allen photo dated 1959, Mount Holyoke Digital Collections Online